# 281 (tal)
281 är det naturliga talet som följer 280 och som följs av 282.

## Inom vetenskapen
- 281 Lucretia, en asteroid.

## Inom matematiken
- 281 är ett udda tal.
- 281 är ett primtal.
- 281 är ett centrerat dekagontal
- 281 är summan av de fjorton första primtalen.